# بهلول
بُهلول (بهلول دانا، بهلول مجنون کوفی یا ابو وهب بن عمرو صیرفی کوفی) یکی از عقلای مجانین سدهٔ دوم هجری و معاصر هارون‌الرشید بود. وی در کوفه رشد و نمو یافت و مردم محل او را با نام فارسی بهلول دانا یا عاقل دیوانه می‌نامیدند.
در سال ۱۸۸ق/ ۸۰۴م بود که هارون‌الرشید را ملاقات کرد. برخی بهلول را از شاگردان پیشوای ششم شیعیان دانسته‌اند. زمانی که از سوی هارون‌الرشید در معرض خطر قرار گرفت خود را به دیوانگی زد ولی در مواقع لزوم به مردم پند و اندرز می‌داد.

## نام بهلول
نام او در فرهنگ لغت به معنای مرد خنده‌رو و مهمتر نیک رو و گردآورنده همه نیکی‌ها است و در مناطق فرهنگی غیر عرب مانند تاجیک به معنای گول و لوده و در شمال آفریقا به معنای ساده دل رایج است. و ممکن است با کلمه هبالی / بهالی به همین معنی اشتباه گرفته شده باشد. ابن عربی با صیغه جمع (بهالیل) بهلول تاریخی را نمونه ای از افراد دانسته که در نتیجه ورود به وادی آگاهی فعالیت معمول «ذهن» او مختل شده‌است. دنیا را رها می‌کنند و از شیفتگان الهی می‌شوند. مجلسی در صفت به معنای باهوش و شجاع نیز به کار می‌رود.[۶]

## مرگ
هارون و خلفای دیگر از او موعظه می‌طلبیدند. او در کوفه ادب آموخت و سپس خود را به دیوانگی زد. او در سال ۱۹۰ قمری درگذشت. اخبار و نوادر و اشعار زیادی به وی منتسب است.

## آرامگاه
مقبره بهلول در بغداد قرار دارد و سنگ قبری به تاریخ ۵۰۱ قمری لقب او را «سلطان مجذوب» نوشته‌است.
واژهٔ بهلول در عربی به معنای «شاد و شنگول» است.

## شباهت با بهلول غزنوی
در شمال شهر غزنی در میان مناره‌های قدیمی شهر و در منطقه‌ای موسوم به شهر کهنه، آرامگاهی قرار دارد که مردم آن را به نام بهلول دانا می‌شناسند. که به نظر نمی‌رسد این بهلول همان بهلول دربار هارون الرشید باشد. در غزنی شماری از فرهنگیان بر این باورند که وی معاصر «سلطان محمود» و «سلطان ابراهیم غزنوی» بوده و در آن زمان از شأن و منزلت بالایی در نزد سلاطین برخوردار بوده و شاهان به وی ارادت بسیار داشتند. این شخص به بهلول غزنوی نیز مشهور است.